# Delfino Pescara 1936 2020-2021
Questa voce raccoglie le informazioni riguardanti il Delfino Pescara 1936 nelle competizioni ufficiali della stagione 2020-2021.

## Stagione
Per la stagione 2020-2021 il Pescara affida la guida tecnica a Massimo Oddo, già allenatore dei biancazzurri nella stagione 2015-2016, culminata con la promozione in Serie A, e nel successivo campionato di massima serie fino all'esonero arrivato il 13 febbraio 2017. In campionato il Pescara raccoglie 32 punti con il diciannovesimo e penultimo posto, retrocedendo in Serie C dopo undici stagioni, con Reggiana e Virtus Entella, mentre il Cosenza che è giunto quart'ultimo è stato ripescato al posto del Chievo in gravi difficoltà economiche, che non si è iscritto al prossimo campionato di Serie B. Oltre a Oddo sulla panchina della squadra abruzzese si sono seduti Roberto Breda dai primi di dicembre e Gianluca Grassadonia dai primi di marzo, senza riuscire a trovare la strada che portava al mantenimento della categoria. In Coppa Italia il Pescara supera ai rigori il secondo turno pareggiando (1-1) con il San Nicolò Notaresco, ma superandolo (8-7) ai calci di rigore, poi nel terzo turno lascia il torneo sconfitto (3-1) a Parma.

## Divise e sponsor
Lo sponsor tecnico per la stagione 2020-2021 è Erreà. Il main sponsor presente sulle divise da gioco è Contrader.

## Organigramma societario
Area direttiva
- Presidente: Daniele Sebastiani
- Presidente Onorario: Vincenzo Marinelli
- Vice Presidente: Gabriele Bankowsky
- Consigliere: Roberto Druda
- Segretario Generale: Luigi Gramenzi
- Segretario Sportivo: Tonino Falcone
- Amministrazione: Elena Di Stefano

Area comunicazione e marketing
- Responsabile Area Marketing: Vincenzo De Prisco
- Area Marketing: Pietro Falconio
- Responsabile Biglietteria: Francesco Troiano
- Supporter Liaison Officer: Giovanni Potenza
- Addetto Stampa: Massimo Mucciante
- Segreteria: Catia Crocetta

Area sportiva
- Direttore sportivo: Giorgio Repetto
- Team Manager: Andrea Gessa

Area tecnica
- Allenatore: Massimo Oddo
 poi Roberto Breda
- Vice Allenatore: Marcello Donatelli 
 poi Felice Mancini
- Collaboratore area tecnica: Antonio Bocchetti
- Tattico: Stefano Fiore
- Preparatore dei Portieri: Gianfranco Gagliardi
- Recupero infortuni: Francesco Petrarca
- Preparatore atletico: Andrea Arpili
- Match Analyst: Diego Labricciosa

Area sanitaria
- Responsabile area medica: Vincenzo Salini
- Medici sociali: Michele Abate
- Fisioterapisti: Marco Rossi, Francesco Zulli, Rocco Trivarelli
- Magazzinieri: Luciano Palombi, Gabriele Colantonio

## Rosa
Rosa aggiornata al 27 gennaio 2021.
| N. |                      | Ruolo | Calciatore                   |
| -- | -------------------- | ----- | ---------------------------- |
| 1  | Italia (bandiera)    | P     | Vincenzo Fiorillo (capitano) |
| 2  | Italia (bandiera)    | D     | Raoul Bellanova              |
| 3  | Uruguay (bandiera)   | D     | Edgar Elizalde               |
| 5  | Italia (bandiera)    | D     | Mirko Drudi                  |
| 6  | Italia (bandiera)    | D     | Gennaro Scognamiglio         |
| 7  | Serbia (bandiera)    | A     | Miloš Bočić                  |
| 7  | Danimarca (bandiera) | A     | Jens Odgaard                 |
| 8  | Albania (bandiera)   | C     | Ledian Memushaj              |
| 9  | Spagna (bandiera)    | A     | Raúl Asencio                 |
| 9  | Italia (bandiera)    | A     | Niccolò Giannetti            |
| 10 | Italia (bandiera)    | C     | Mirko Valdifiori             |
| 11 | Italia (bandiera)    | A     | Cristian Galano              |
| 12 | Italia (bandiera)    | P     | Alessandro Sorrentino        |
| 13 | Italia (bandiera)    | D     | Luca Antei                   |
| 14 | Italia (bandiera)    | D     | Antonio Balzano              |
| 15 | Moldavia (bandiera)  | A     | Vladislav Blănuță            |
| 16 | Italia (bandiera)    | D     | Salvatore Bocchetti          |
| 17 | Italia (bandiera)    | D     | Massimo Volta                |
| 18 | Argentina (bandiera) | A     | Nicolas Belloni              |
| 19 | Italia (bandiera)    | D     | Edoardo Masciangelo          |
| 20 | Italia (bandiera)    | C     | Luca Crecco                  |
| 20 | Ghana (bandiera)     | C     | Abdallah Basit               |
| 21 | Italia (bandiera)    | C     | Daniele Dessena              |

| N. |                               | Ruolo | Calciatore             |
| -- | ----------------------------- | ----- | ---------------------- |
| 22 | Italia (bandiera)             | P     | Mattia Del Favero      |
| 23 | Italia (bandiera)             | C     | Nicola Rigoni          |
| 24 | Italia (bandiera)             | A     | Christian Capone       |
| 26 | Brasile (bandiera)            | D     | Rodrigo Guth           |
| 27 | Italia (bandiera)             | C     | Alessio Riccardi       |
| 29 | Italia (bandiera)             | A     | Alessandro Arlotti     |
| 31 | Italia (bandiera)             | C     | Massimiliano Busellato |
| 34 | Paesi Bassi (bandiera)        | C     | Leandro Fernandes      |
| 37 | Italia (bandiera)             | C     | Fabio Maistro          |
| 38 | Italia (bandiera)             | P     | Nicolò Radaelli        |
| 40 | Belgio (bandiera)             | C     | Stephane Omeonga       |
| 43 | Danimarca (bandiera)          | D     | Frederik Sørensen      |
| 44 | Polonia (bandiera)            | D     | Paweł Jaroszyński      |
| 46 | Italia (bandiera)             | P     | Fabrizio Alastra       |
| 47 | Belgio (bandiera)             | D     | Mardochée Nzita        |
| 72 | Slovenia (bandiera)           | C     | Dejan Vokić            |
| 77 | Colombia (bandiera)           | A     | Damir Ceter            |
| 88 | Ghana (bandiera)              | C     | Amadou Diambo          |
| 90 | Italia (bandiera)             | C     | Andrea Tabanelli       |
| 91 | Italia (bandiera)             | D     | Gianluca Longobardi    |
| 92 | Italia (bandiera)             | D     | Gabriele Quacquarelli  |
| 99 | Guinea Equatoriale (bandiera) | C     | José Machín            |

## Calciomercato

### Sessione estiva(dal 01/09 al 05/10)
| Acquisti | Acquisti            | Acquisti     | Acquisti      |
| R.       | Nome                | da           | Modalità      |
| -------- | ------------------- | ------------ | ------------- |
| P        | Fabrizio Alastra    | Parma        | prestito      |
| P        | Mattia Del Favero   | Juventus U23 | prestito      |
| P        | Nicolò Radaelli     | Genoa        | fine prestito |
| D        | Luca Antei          | Benevento    | prestito      |
| D        | Raoul Bellanova     | Atalanta     | prestito      |
| D        | Salvatore Bocchetti | Verona       | prestito      |
| D        | Alessandro Celli    | Rieti        | fine prestito |
| D        | Paweł Jaroszyński   | Genoa        | prestito      |
| D        | Christian Ventola   | Cittadella   | fine prestito |
| C        | Fabio Maistro       | Lazio        | prestito      |
| C        | Stephane Omeonga    | Genoa        | definitivo    |
| C        | Alessio Riccardi    | Roma         | prestito      |
| C        | Mirko Valdifiori    | SPAL         | svincolato    |
| D        | Dejan Vokić         | Benevento    | prestito      |
| C        | Leandro Fernandes   | Juventus     | prestito      |
| A        | Alessandro Arlotti  | Monaco       | definitivo    |
| A        | Raúl Asencio        | Genoa        | prestito      |
| A        | Nicolas Belloni     | River Plate  | definitivo    |
| A        | Cristian Bunino     | Viterbese    | fine prestito |
| A        | Christian Capone    | Atalanta     | prestito      |
| A        | Damir Ceter         | Cagliari     | prestito      |

| Cessioni | Cessioni             | Cessioni        | Cessioni                         |
| R.       | Nome                 | da              | Modalità                         |
| -------- | -------------------- | --------------- | -------------------------------- |
| P        | Fabrizio Alastra     | Parma           | fine prestito                    |
| D        | Davide Bettella      | Atalanta        | fine prestito                    |
| D        | Hugo Campagnaro      |                 | fine carriera                    |
| D        | Cristiano Del Grosso | Giulianova      | definitivo                       |
| D        | Gabriele Zappa       | Cagliari        | prestito con obbligo di riscatto |
| C        | Alessandro Bruno     | Casarano        | definitivo                       |
| C        | Luca Clemenza        | Juventus U23    | fine prestito                    |
| C        | Ivajlo Čočev         | CSKA 1948 Sofia | definitivo                       |
| C        | Grīgorīs Kastanos    | Juventus U23    | fine prestito                    |
| C        | José Machín          | Monza           | riscatto cartellino              |
| C        | Filippo Melegoni     | Atalanta        | fine prestito                    |
| C        | Luca Palmiero        | Napoli          | fine prestito                    |
| A        | Riccardo Maniero     | Avellino        | svincolato                       |
| A        | Manuel Pucciarelli   | Chievo          | fine prestito                    |
| A        | Marco Tumminello     | Atalanta        | fine prestito                    |

### Sessione invernale(dal 04/01 al 01/02)
| Acquisti | Acquisti          | Acquisti    | Acquisti      |
| R.       | Nome              | da          | Modalità      |
| -------- | ----------------- | ----------- | ------------- |
| D        | Frederik Sørensen |             | svincolato    |
| D        | Massimo Volta     | Benevento   | prestito      |
| C        | Abdallah Basit    | Benevento   | prestito      |
| C        | Daniele Dessena   | Brescia     | definitivo    |
| C        | José Machín       | Monza       | prestito      |
| C        | Nicola Rigoni     | Monza       | prestito      |
| C        | Andrea Tabanelli  | Frosinone   | prestito      |
| A        | Gennaro Borrelli  | Cosenza     | fine prestito |
| A        | Niccolò Giannetti | Salernitana | prestito      |
| A        | Jens Odgaard      | Sassuolo    | prestito      |

| Cessioni | Cessioni          | Cessioni    | Cessioni      |
| R.       | Nome              | da          | Modalità      |
| -------- | ----------------- | ----------- | ------------- |
| D        | Luca Antei        | Benevento   | fine prestito |
| D        | Paweł Jaroszyński | Genoa       | fine prestito |
| D        | Christian Ventola | Arezzo      | prestito      |
| C        | Luca Crecco       | Cosenza     | prestito      |
| C        | Edgar Elizalde    | Juve Stabia | prestito      |
| A        | Raúl Asencio      | Genoa       | fine prestito |
| A        | Miloš Bočić       | Pro Sesto   | prestito      |
| A        | Gennaro Borrelli  | Juve Stabia | prestito      |
| A        | Cristian Bunino   | Monopoli    | prestito      |

## Risultati

### Coppa Italia

#### Turni Eliminatori
| Arbitro: | Di Martino (Teramo) |

|                                                                                         |                      |                                                                                      |
| Riccardi 25’                                                                            | Marcatori            | 33’ Banegas                                                                          |
| Maistro Memushaj Capone Ceter Galano Bellanova Ventola Omeonga Jaroszyński Scognamiglio | Tiri di rigore 8 – 7 | Frulla Cesario Cancelli Bianciardi Banegas Colombatti Lattarulo Blando Gallo Sorrini |

| Arbitro: | Sozza (Seregno) |

|                               |           |             |
| Karamoh 26’, 43’ Adorante 69’ | Marcatori | 90+3’ Nzita |

## Statistiche

### Statistiche di squadra
Statistiche aggiornate al 26 settembre 2020
| Competizione | Punti       | In casa | In casa | In casa | In casa | In casa | In casa | In trasferta | In trasferta | In trasferta | In trasferta | In trasferta | In trasferta | Totale | Totale | Totale | Totale | Totale | Totale | DR |
| Competizione | Punti       | G       | V       | N       | P       | Gf      | Gs      | G            | V            | N            | P            | Gf           | Gs           | G      | V      | N      | P      | Gf     | Gs     | DR |
| ------------ | ----------- | ------- | ------- | ------- | ------- | ------- | ------- | ------------ | ------------ | ------------ | ------------ | ------------ | ------------ | ------ | ------ | ------ | ------ | ------ | ------ | -- |
| Serie B      | 32          | 18      | 4       | 5       | 9       | 18      | 26      | 19           | 3            | 6            | 10           | 17           | 31           | 37     | 7      | 11     | 19     | 35     | 57     | 0  |
| Coppa Italia | Terzo Turno | 1       | 0       | 1       | 0       | 1       | 1       | 1            | 0            | 0            | 1            | 1            | 3            | 2      | 0      | 1      | 1      | 1      | 3      | 0  |
| Totale       | 32          | 19      | 4       | 6       | 9       | 19      | 27      | 20           | 3            | 6            | 11           | 18           | 34           | 39     | 7      | 12     | 20     | 36     | 60     | 0  |

### Andamento in campionato
| Giornata  | 1  | 2  | 3  | 4  | 5  | 6  | 7  | 8  | 9  | 10 | 11 | 12 | 13 | 14 | 15 | 16 | 17 | 18 | 19 | 20 | 21 | 22 | 23 | 24 | 25 | 26 | 27 | 28 | 29 | 30 | 31 | 32 | 33 | 34 | 35 | 36 | 37 | 38 |
| --------- | -- | -- | -- | -- | -- | -- | -- | -- | -- | -- | -- | -- | -- | -- | -- | -- | -- | -- | -- | -- | -- | -- | -- | -- | -- | -- | -- | -- | -- | -- | -- | -- | -- | -- | -- | -- | -- | -- |
| Luogo     | C  | T  | C  | T  | C  | T  | C  | T  | C  | T  | C  | T  | C  | C  | T  | C  | T  | C  | T  | T  | C  | T  | C  | T  | C  | T  | C  | T  | C  | T  | C  | T  | T  | C  | T  | C  | T  | C  |
| Risultato | N  | P  | P  | P  | P  | P  | V  | P  | P  | V  | P  | N  | V  | N  | P  | N  | V  | P  | P  | P  | P  | N  | P  | N  | N  | V  | P  | N  | P  | P  | V  | N  | N  | N  | P  | V  | P  | P  |
| Posizione | 14 | 18 | 19 | 20 | 20 | 20 | 20 | 20 | 20 | 20 | 20 | 20 | 19 | 19 | 18 | 18 | 17 | 17 | 18 | 19 | 19 | 19 | 19 | 19 | 19 | 19 | 19 | 19 | 19 | 19 | 19 | 19 | 19 | 19 | 19 | 19 | 19 | 19 |

Fonte:  Classifica Serie B 2020/2021, su calcio.com.
Legenda:

Luogo: C = Casa; T = Trasferta. Risultato: V = Vittoria; N = Pareggio; P = Sconfitta.

### Statistiche dei giocatori
| Giocatore       | Serie B  | Serie B | Serie B     | Serie B    | Coppa Italia | Coppa Italia | Coppa Italia | Coppa Italia | Totale   | Totale | Totale      | Totale     |
| Giocatore       | Presenze | Reti    | Ammonizioni | Espulsioni | Presenze     | Reti         | Ammonizioni  | Espulsioni   | Presenze | Reti   | Ammonizioni | Espulsioni |
| --------------- | -------- | ------- | ----------- | ---------- | ------------ | ------------ | ------------ | ------------ | -------- | ------ | ----------- | ---------- |
| F. Alastra      | 0        | 0       | 0           | 0          | 0            | 0            | 0            | 0            | 0        | 0      | 0           | 0          |
| L. Antei        | 0        | 0       | 0           | 0          | 0            | 0            | 0            | 0            | 0        | 0      | 0           | 0          |
| A. Arlotti      | 0        | 0       | 0           | 0          | 0            | 0            | 0            | 0            | 0        | 0      | 0           | 0          |
| R. Asencio      | 0        | 0       | 0           | 0          | 0            | 0            | 0            | 0            | 0        | 0      | 0           | 0          |
| A. Balzano      | 0        | 0       | 0           | 0          | 0            | 0            | 0            | 0            | 0        | 0      | 0           | 0          |
| R. Bellanova    | 0        | 0       | 0           | 0          | 0            | 0            | 0            | 0            | 0        | 0      | 0           | 0          |
| N. Belloni      | 0        | 0       | 0           | 0          | 0            | 0            | 0            | 0            | 0        | 0      | 0           | 0          |
| S. Bocchetti    | 0        | 0       | 0           | 0          | 0            | 0            | 0            | 0            | 0        | 0      | 0           | 0          |
| M. Bočić        | 0        | 0       | 0           | 0          | 0            | 0            | 0            | 0            | 0        | 0      | 0           | 0          |
| G. Borrelli     | 0        | 0       | 0           | 0          | 0            | 0            | 0            | 0            | 0        | 0      | 0           | 0          |
| C. Bunino       | 0        | 0       | 0           | 0          | 0            | 0            | 0            | 0            | 0        | 0      | 0           | 0          |
| M. Busellato    | 0        | 0       | 0           | 0          | 0            | 0            | 0            | 0            | 0        | 0      | 0           | 0          |
| C. Capone       | 0        | 0       | 0           | 0          | 0            | 0            | 0            | 0            | 0        | 0      | 0           | 0          |
| D. Ceter        | 1        | 0       | 0           | 0          | 1            | 0            | 0            | 0            | 2        | 0      | 0           | 0          |
| L. Crecco       | 0        | 0       | 0           | 0          | 0            | 0            | 0            | 0            | 0        | 0      | 0           | 0          |
| A. Diambo       | 0        | 0       | 0           | 0          | 0            | 0            | 0            | 0            | 0        | 0      | 0           | 0          |
| A. Di Grazia    | 0        | 0       | 0           | 0          | 0            | 0            | 0            | 0            | 0        | 0      | 0           | 0          |
| M. Drudi        | 0        | 0       | 0           | 0          | 0            | 0            | 0            | 0            | 0        | 0      | 0           | 0          |
| E. Elizalde     | 0        | 0       | 0           | 0          | 0            | 0            | 0            | 0            | 0        | 0      | 0           | 0          |
| L. Fernandes    | 0        | 0       | 0           | 0          | 0            | 0            | 0            | 0            | 0        | 0      | 0           | 0          |
| V. Fiorillo     | 0        | 0       | 0           | 0          | 0            | 0            | 0            | 0            | 0        | 0      | 0           | 0          |
| C. Galano       | 0        | 0       | 0           | 0          | 0            | 0            | 0            | 0            | 0        | 0      | 0           | 0          |
| P. Jaroszyński  | 0        | 0       | 0           | 0          | 0            | 0            | 0            | 0            | 0        | 0      | 0           | 0          |
| J. Machín       | 0        | 0       | 0           | 0          | 0            | 0            | 0            | 0            | 0        | 0      | 0           | 0          |
| F. Maistro      | 0        | 0       | 0           | 0          | 0            | 0            | 0            | 0            | 0        | 0      | 0           | 0          |
| E. Masciangelo  | 0        | 0       | 0           | 0          | 0            | 0            | 0            | 0            | 0        | 0      | 0           | 0          |
| L. Memushaj     | 0        | 0       | 0           | 0          | 0            | 0            | 0            | 0            | 0        | 0      | 0           | 0          |
| J. Odgaard      | 0        | 0       | 0           | 0          | 0            | 0            | 0            | 0            | 0        | 0      | 0           | 0          |
| N. Radaelli     | 0        | 0       | 0           | 0          | 0            | 0            | 0            | 0            | 0        | 0      | 0           | 0          |
| A. Riccardi     | 0        | 0       | 0           | 0          | 0            | 0            | 0            | 0            | 0        | 0      | 0           | 0          |
| N. Rigoni       | 0        | 0       | 0           | 0          | 0            | 0            | 0            | 0            | 0        | 0      | 0           | 0          |
| G. Scognamiglio | 0        | 0       | 0           | 0          | 0            | 0            | 0            | 0            | 0        | 0      | 0           | 0          |
| F. Sørensen     | 0        | 0       | 0           | 0          | 0            | 0            | 0            | 0            | 0        | 0      | 0           | 0          |
| A. Sorrentino   | 0        | 0       | 0           | 0          | 0            | 0            | 0            | 0            | 0        | 0      | 0           | 0          |
| M. Valdifiori   | 0        | 0       | 0           | 0          | 0            | 0            | 0            | 0            | 0        | 0      | 0           | 0          |
| C. Ventola      | 0        | 0       | 0           | 0          | 0            | 0            | 0            | 0            | 0        | 0      | 0           | 0          |
| D. Vokić        | 0        | 0       | 0           | 0          | 0            | 0            | 0            | 0            | 0        | 0      | 0           | 0          |